# Міцний горішок (фільм, 1967)
«Міцни́й горі́шок» (рос. «Крепкий орешек») — російський радянський художній фільм режисера Теодора Вульфовича, знятий на кіностудії Мосфільм у 1967 році.

## Сюжет
Лейтенанта Грозних виписують з госпіталю, і він отримує призначення у війська протиповітряної оборони. Лейтенант дуже засмучений: весь особовий склад — дівчата. Особливо дошкуляє йому норовлива Раєчка Орєшкіна. Волею випадку доля закидає їх у тил ворога, де вони роблять героїчні вчинки — збивають ворожий літак, пускають під укіс німецький склад, захоплюють у полон групу німців і благополучно на аеростаті приземляються в розташуванні свого полку. Лейтенанта нагороджують і направляють на фронт, де несподівано він знову зустрічається з Раєчкою Орєшкіною.

## У фільмі знімалися
- Надія Румянцева — Раїса Орешкина
- Віталій Соломін — Іван Родіонович Грізних, лейтенант
- Володимир Ліппарт — сержант Шепетільніков
- Валентин Абрамов — штабний капітан
- Юрій Сорокін — оберштурмфюрер СС
- Матвій Левинтон — кухар
- Павло Винник — лікар
- Юрій Мартинов
- Анатолій Голік — Ганс, німецький солдат
- Герман Качин — німецький офіцер
- Віталій Комісарів — німецький лейтенант
- Іван Косих — епізод
- Геннадій Крашенинников — епізод
- Віктор Маркін — ад'ютант командувача
- Володимир Протасенко — епізод
- Лідія Драновська — мати Раїси Орєшкіної
- Дмитро Орловський — батько Раїси Орєшкіної
- Мікаела Дроздовська — полонена льотчиця
- Любов Калюжна — бабця з онуком на окупованій території
- Юрій Кірєєв — німецький солдат
- Георгіос Совчіс — полонений льотчик
- Юрій Леонідов — німецький льотчик
- Григорій Михайлов — командувач
- Михайло Суворов — німецький офіцер СС
- Володимир Буяновський — епізод

### За кадром
- Зиновій Гердт — синхронний переклад мови німецького офіцера

## Цікаві факти
- В одному з фрагментів видно автомобіль ГАЗ-66, що з'явився лише в 1964 році.
- Частина фільму знімалася поблизу міста Рильськ Курської області. Під час перерви учасники масовки в німецькій формі з автоматами пішли на базар, чим викликали паніку місцевого населення (за свідченнями очевидців).